# Disphragis mahalia
Disphragis mahalia är en fjärilsart som beskrevs av William Schaus 1933. Disphragis mahalia ingår i släktet Disphragis och familjen tandspinnare. Inga underarter finns listade i Catalogue of Life.